# Алма-Атинский электровагоноремонтный завод
Алма-Ати́нский электровагоноремо́нтный заво́д — завод, ремонтирующий вагоны и тяговые двигатели тепловозов для нужд железных дорог. Расположен в Казахстане в городе Алма-Ата.
Завод основан в 1946 году как вагонные мастерские. В 1959—1970 годах прошёл реконструкцию.
Завод ремонтирует пассажирские вагоны, тяговые двигатели тепловозов, ремонтировал и формировал колёсные пары для вагонов, изготавливает запасные части для ремонта вагонов.

## Использованная литература
- Железнодорожный транспорт: энциклопедия / гл. ред. Н. С. Конарев. — М.: Большая российская энциклопедия, 1994. — С. 559. — ISBN 5-85270-115-7.